# 青木繁記念大賞西日本美術展
青木繁記念大賞ビエンナーレ（あおきしげるきねんたいしょうビエンナーレ）は、ビエンナーレ形式で行われる洋画の公募展。

## 概要
福岡県久留米市出身の青木繁の画業を顕彰するため、久留米市や石橋財団が中心となり創設された青木繁記念大賞公募展（17回展で終了）と西日本地区の新人画家の登竜門として西日本新聞社が開催した西日本美術展（40回展で終了）の2つの公募展が統合し、2009年、第1回青木繁記念大賞西日本美術展が開催された。

### 第1回 (2009年)
- 大賞 - 千葉喜彦 『熱帯雨林の片隅で』
- 石橋財団石橋美術館賞 - 遠藤美香 『九人』
- 特別賞（損保ジャパン賞） - 永瀬美緒 『いち』
- 特別賞（テレビ西日本賞） - 桜岡みゆき 『4月から先』
- 特別賞（わだつみ賞） - 永野曜一 『閑吟集』

### 第2回 (2011年)
- 大賞 - 八木真恵 『影日記－澹々Ⅱ』
- 石橋財団石橋美術館賞 - 三浦和代 『デンキ虫』
- 特別賞（テレビ西日本賞） - 南波久 『chat over tea』
- 特別賞（わだつみ賞） - 小木曽誠 『儚い時を刻むもの』
- 特別賞（損保ジャパン賞） - 桜岡みゆき 『更新の因果』

### 第3回 (2013年)
- 大賞 - 泉將志 『微笑』
- 石橋財団石橋美術館賞 - 阿部順子 『飛ぶものたち（生成）A』
- 特別賞（テレビ西日本賞） - 桜岡みゆき 『2月のゲート』
- 特別賞（わだつみ賞） - 田川日出勝 『壊』

### 第4回 (2015年)
- 大賞 -
- 石橋財団石橋美術館賞 -
- 特別賞（テレビ西日本賞） -
- 特別賞（わだつみ賞） -

## 過去の審査員
- 酒井忠康 美術評論家 （世田谷美術館館長）
- 佐野ぬい 画家 （女子美術大学名誉教授）
- 田口安男 画家 （東京芸術大学名誉教授）
- 中山忠彦 画家 （元日展理事長 日本芸術院会員）
- 野見山暁治 画家 （東京芸術大学名誉教授）
- 淀井彩子 画家 （元青山学院女子短期大学芸術学科教授）
- 安永幸一 美術評論家 （福岡アジア美術館顧問）